# Challenger de Honolulu 2011
El torneo Honolulu Challenger 2011 fue un torneo profesional de tenis. Perteneció al ATP Challenger Series 2011. Se disputó su 2ª edición sobre superficie dura, en Honolulu, Estados Unidos entre el 24 y el 30 de enero de 2011.

## Campeones

### Individual Masculino
- Ryan Harrison derrotó en la final a  Alex Kuznetsov, 6–4, 3–6, 6–4

### Dobles Masculino
- Ryan Harrison /  Travis Rettenmaier derrotaron en la final a  Robert Kendrick /  Alex Kuznetsov, por walkover.